# 格列西
50°19′20″N 35°52′53″E / 50.32222°N 35.88139°E
赫雷西（烏克蘭語：Гресі）是位於烏克蘭東部的村莊，由哈爾科夫州博霍杜希夫區的佐洛奇夫市鎮負責管轄。該村始建於1700年，面積0.4平方公里，海拔高度195米，2001年人口48，人口密度每平方公里120人。